# Nécropole nationale du Chêne-Millet
Pour un article plus général, voir Sites funéraires et mémoriels de la Première Guerre mondiale (Front Ouest).
La nécropole nationale du Chêne-Millet est un cimetière militaire français de la Première Guerre mondiale situé sur la commune de Metzeral, dans le département français du Haut-Rhin.
Aménagé entre 1920 et 1924, il abrite les corps de 2 630 soldats français dont 855 en ossuaire tués principalement lors des combats de la vallée de la Fecht, au Braunkopf, au Hilsenfirst, au Sillacker et au Reichackerkopf.